# پناهگاه حیوانات پردیس
پناهگاه حیوانات پردیس یک پناهگاه حیوانات در حومهٔ شهر تبریز است. این پناهگاه که در سال ۱۳۹۰ تأسیس شده و وابسته به «انجمن حامی حیوانات تبریز» به عنوان یک سازمان مردم‌نهاد است، با همکاریِ شهرداری تبریز، اقدام به جمع‌آوری و نگهداری حیوانات بلاصاحبِ سطح شهر تبریز به خصوص سگ‌ها می‌کند. حیوانات ولگرد تبریز در این مرکز انگل زدایی و با رعایت اصول بهداشتی، عقیم سازی می‌شوند.
پناهگاه حیوانات پردیس تبریز، توسط بخش خصوصی و حمایت خیرین راه‌اندازی شده‌است. در این مرکز با همکاری اداره کل دامپزشکی آذربایجان شرقی، ضمن جلوگیری از کشتار حیوانات خیابانی، نسبت به نگهداری و مراقبت از آنان اقدام می‌گردد. «ژیلا پورایرانی»، مدیریت این پناهگاه را بر عهده دارد.

## مقابله با حیوان‌آزاری
با مصوبه‌ای که توسط فرمانداری و دادستانی تبریز تصویب شد، برای اولین بار در ایران، از تیر ماه ۱۳۹۳ سگ‌کشی در تبریز و استان آذربایجان شرقی غیرقانونی اعلام شده و تمام سگ‌های ولگرد تبریز برای نگهداری به این پناهگاه منتقل می‌شوند. سگ‌ها پس از ورود به پناهگاه حیوانات پردیس، مدتی قرنطینه می‌شوند. بلافاصله پس از ورودِ سگ‌ها به این پناهگاه، شست‌وشو، انگل‌زدایی، واکسینه و در مرحلهٔ بعد عقیم می‌شوند. با عقیم‌سازی حیوانات خیابانی در این مرکز، سالانه از تولید مثل ۷۰۰ حیوان در سطح شهر جلوگیری می‌شود. در این مرکز، همچنین اقداماتی از قبیلِ انجام عمل‌های جراحیِ متعدد، نقل و انتقال و انجام عملیات نجات حیوانات در معرض خطر مرگ انجام می‌گیرد.

## امکانات
پناهگاه پردیس که در شمال غرب تبریز در کیلومترِ ۲۰ جادهٔ تبریز-صوفیان، روبروی شهرک سرمایه‌گذاری خارجی واقع شده‌است، دارای یک درمانگاه، ۱۱ آسایشگاه، سه سوله و محوطه است. در این پناهگاه حدود ۱۳۰۰ حیوان از انواع مختلف از جمله سگ، گربه، روباه، اسب و پرندگانی مانند عقاب، جغد و کرکس مورد درمان و نگهداری قرار می‌گیرند. هدف اصلی از تأسیس این پناهگاه کمک به بهبود وضعیت حیوانات در کشور است.

### طرح‌های توسعه
زمینِ این پناهگاه توسطِ خیرین اهدا شده و هزینه‌های آن توسط مدیریتِ پناهگاه و کمک‌های خیریه تأمین می‌شود. کارهای تکمیلی پناهگاه، شاملِ احداث ساختمان و قسمت‌های اصلی مثل کلینیک در حال ساخت است. این مرکز قرار است، در سایر شهرهای استان آذربایجان شرقی شامل آذرشهر، مراغه و بناب نیز پناهگاه‌های مشابهی احداث کند.

### نخستین آمبولانس ویژه حیوانات
این مرکز با همکاریِ سامانهٔ تلفنی ۱۳۷ شهرداری تبریز، اقدام به جمع‌آوری حیواناتِ شهر تبریز می‌کند. مسئولان این پناهگاه در مرداد ماه ۱۳۹۵، اولین آمبولانس ویژه نجات حیوانات مصدوم را در ایران راه‌اندازی کردند. با این طرح، مردم می‌توانند از طریق تماس با شماره تلفن ۱۳۷ شهرداری تبریز، موارد آسیب دیدگی حیوانات اهلی را گزارش کنند تا آمبولانس به محل اعزام شود.